# Прапор Оркнейських островів
Прапор Оркнейських островів є офіційним символом однойменної провінції Шотландії з 2007 року.

## Опис
Прапор Оркнейських островів має вигляд прямокутного полотнища червоного кольору з синім скандинавським хрестом всередині такого ж жовтого хреста.

## Історія
Неофіційно прапор був створений в 1990-х роках. Він мав вигляд червоного скандинавського хреста на жовтому тлі. Але від цього варіанту відмовилися через схожість з прапором Ольстеру. У лютому-березні 2007 року проходили вибори офіційного прапора Оркнейських островів. Всього було представлено сім варіантів. Переможцем конкурсу став варіант прапора, представлений листоношею Толлок Дуканом — він набрав 53 % голосів.

## Галерея

Перший варіант прапора Оркнейських островів
Прапор Аландських островів

## Цікаві факти
- Прапор Аландських островів в Фінляндії, створений в 1954 році, є повною протилежністю прапору Оркнейських островів.